# Ruth Kasirye
Ruth Kasirye (née le 10 juin 1982) est une haltérophile norvégienne.

## Carrière
Ruth Kasirye participe aux Jeux olympiques d'été de 2008 pour lesquels elle est porte-drapeau de la délégation norvégienne. 

## Palmarès

### Jeux olympiques
- 2008 à Pékin
  - 7e en moins de 63 kg

### Championnats du monde
- 2014 à Almaty
  - 13e en moins de 69 kg
- 2011 à Paris
  - 13e en moins de 63 kg
- 2010 à Antalya
  - non classée en moins de 63 kg
- 2009 à Goyang
  - 10e en moins de 63 kg

- 2007 à Chiang Mai
  - 8e en moins de 58 kg

### Championnats d'Europe
- 2009 à Bucarest
  -  Médaille d'argent en moins de 63 kg.
- 2007 à Strasbourg
  -  Médaille d'argent en moins de 58 kg.